# Мірковиці (Великопольське воєводство)
Мірковиці (пол. Mirkowice) — село в Польщі, у гміні Месцисько Вонґровецького повіту Великопольського воєводства.
Населення — 100 осіб (2011).
У 1975—1998 роках село належало до Познанського воєводства.

## Демографія
Демографічна структура станом на 31 березня 2011 року:
|          | Загалом | Допрацездатний вік | Працездатний вік | Постпрацездатний вік |
| -------- | ------- | ------------------ | ---------------- | -------------------- |
| Чоловіки | 48      | 13                 | 30               | 5                    |
| Жінки    | 52      | 14                 | 26               | 12                   |
| Разом    | 100     | 27                 | 56               | 17                   |